# Библиография Карела Чапека

### Романы и повести
- Фабрика Абсолюта (Továrna na absolutno) (1922)
- Кракатит (Krakatit) (1922)
- Скандальная афера Йозефа Голоушека (Skandální aféra Josefa Holouška) (1927)
- Трилогия:

1. Гордубал (Hordubal) (1933)
2. Метеор (Povětroň) (1934)
3. Обыкновенная жизнь (Obyčejný život) (1934)

- Война с саламандрами (Válka s mloky) (1936)
- Первая спасательная (První parta) (1937). Роман о шахтёрах
- Жизнь и творчество композитора Фолтына (Život a dílo skladatele Foltýna) (1939)

### Драматургия
- Любви игра роковая (Lásky hra osudná) (1910)
- Разбойник (Loupežník) (1920)
- Р. У. Р. (R.U.R.) (1920)
- Из жизни насекомых (Ze života hmyzu) (1921)
- Средство Макропулоса (Věc Makropulos) (1922)
- Адам-творец (Adam stvořitel) (1927). В соавторстве с братом Йозефом
- Белая болезнь (Bílá nemoc) (1937)
- Мать (Matka) (1938)

### Сборники рассказов
- Сияющие глубины (Zářivé hlubiny) (1916). В соавторстве с братом Йозефом.

1. Práce zde sebrané… (1916)
2. Красный рассказ / Červena povídka (1910)
3. L’eventail / L’éventail (1910)
4. Skandál a žurnalistika (1916)
5. От поцелуя до поцелуя / Mezi dvěma polibky (1911)
6. Остров / Ostrov / VL. Hofmanovi / (1912)
7. Živý plamen (1912)
8. Сияющие глубины / Zářivé hlubiny (1912)

- Распятие (Boží muka) (1917)

1. След / Šlépěj (1916)
2. Лида / Lída (1916)
3. Гора / Hora (1917)
4. Песнь любви (Лида, II) / Milostná písen [= Lída 2] (1917)
5. Элегия (След, II) / Elegie [= Šlépěj 2] (1917)
6. Остановка времени / Utkvění času (1913)
7. История без слов / Historie beze slov (1917)
8. Потерянная дорога / Ztracena cesta (1916)
9. Надпись / Nápis (1917)
10. Искушение / Pokušení (1917)
11. Отражения / Odrazy (1917)
12. Зал ожидания / Čekárna (1917)
13. На помощь! / Pomoc! (1917)

- Сад Краконоша (Krakonošova zahrada) (1918). В соавторстве с братом Йозефом. Большинство рассказов не переведено на русский язык[1].
- Мучительные рассказы (Trapné povídky) (1921)

1. В замке / Na zámku (1919)
2. Жестокий человек / Surovec (1921)
3. Отцы / Otcové (1918)
4. Трое / Tři (1919)
5. Гелена / Helena (1919)
6. Деньги / Peníze (1920)
7. Рубашки / Košile (1920)
8. Оскорблённый / Uražený (1919)
9. Трибунал / Tribunál (1920)

- Рассказы из одного кармана (Povídky z jedné kapsy) (1929)

1. Случай с доктором Мейзликом
2. Голубая хризантема
3. Гадалка
4. Ясновидец
5. Тайна почерка
6. Бесспорное доказательство
7. Эксперимент профессора Роусса
8. Пропавшее письмо
9. Похищенный документ № 139/VII отд. «С»
10. Человек, который никому не нравился
11. Поэт
12. Происшествия с паном Яником
13. Гибель дворянского рода Вотицких
14. Рекорд
15. Дело Сельвина
16. Следы
17. Купон
18. Конец Оплатки
19. Последний суд
20. Преступление в крестьянской семье
21. Исчезновение актёра Бенды
22. Покушение на убийство
23. Освобождённый
24. Преступление на почте

- Рассказы из другого кармана (Povídky z druhé kapsy) (1929)

1. Похищенный кактус
2. Рассказ старого уголовника
3. Исчезновение господина Гирша
4. Редкий ковёр
5. История о взломщике и поджигателе
6. Украденное убийство
7. Случай с младенцем
8. Графиня
9. История дирижёра Калины
10. Смерть барона Гандары
11. Похождения брачного афериста
12. Баллада о Юрае Чупе
13. Рассказ об утерянной ноге
14. Головокружение
15. Исповедь
16. Взломщик-поэт
17. Дело господина Гавлены
18. Игла
19. Телеграмма
20. Человек, который не мог спать
21. Коллекция марок
22. Обыкновенное убийство
23. Присяжный
24. Последние мысли человека

- Год садовода (Zahradníkův rok) (1929)
- Книга апокрифов (Kniha apokryfů) (1932)

1. Наказание Прометея (Prométheův trest) (1932)
2. О падении нравов (O úpadku doby) (1931)
3. Как в древности… (Jako za starých časů) (1926)
4. Терсит (Thersites) (1931)
5. Агафон, или о мудрости (Agathon čili o moudrosti) (1920)
6. Александр Великий (Alexandr Veliký) (1937)
7. Смерть Архимеда (Smrt Archimédova) (1938)
8. Римские легионы (Římské legie) (1928)
9. О десяти праведниках (O desíti spravedlivých) (1931)
10. Лже-Лот, или О любви к родине (Pseudolot čili o vlastenectví) (1923)
11. Святая ночь (Svatá noc) (1930)
12. Марфа и Мария (Marta a Maria) (1932)
13. Лазарь (Lazar) (1932)
14. О пяти хлебах (O pěti chlebích) (1937)
15. Бенханан (Benchanan) (1934)
16. Распятие (Ukřižování) (1927)
17. Вечер Пилата (Pilátův večer) (1934)
18. Кредо Пилата (Pilátovo krédo) (1920)
19. Император Диоклетиан (Císař Dioklecián) (1920)
20. Аттила (Attila) (1932)
21. Иконоборчество (Obrazoborectví) (1936)
22. Брат Франциск (Bratr František) (1932)
23. Офир (Ofir) (1932)
24. Гонерилья, дочь Лира (Goneril, dcera Learova) (1933)
25. Гамлет, принц датский (Hamlet, princ dánský) (1934)
26. Исповедь Дона Хуана (Zpověď Dona Juana) (1932)
27. Ромео и Джульетта (Romeo a Julie) (1932)
28. Пан Гинек Раб из Куфштейна (Pan Hynek Ráb z Kufštejna) (1933)
29. Наполеон (Napoleon) (1933)

- Как это делается (Jak se co dělá) (1938)

1. Как делается газета / Jak se dělají noviny (1937)
2. Как делается фильм / Jak se dělá film (1938)
3. Как ставится пьеса / Jak vzniká divadelní hra / Jak vzniká divadelní hra a průvodce po zakulisí

- Сказки и веселые истории (Bajky a podpovídky)[2] (1946). Сборник опубликован посмертно

1. Bajky (1925)
2. Филемон, или О садовничестве (Filemon, čili o zahradnictví) (1925)
3. Эзоп — садовник (Ezop zahradníkem) (1926)
4. Побасенки I—XIV (Bajky)
5. Побасенки будущего (Bajky z let budoucích) (1934)
6. Побасенки о гражданской войне / Bajky o válce občanské (1936)
7. Современные побасенки / Tyto doby [= Современные] (1937)
8. Обрывки / Útržky (1938)
9. Прожигатель жизни / Prostopášník (1928)
10. О последних делах человека / Poslední věci člověka (1928)
11. Гамлет, принц датский / Hamlet, princ dánský (1934)[3]
12. Изобретатель / Vynálezce [= Как надо изобретать] (1936)
13. Чудо на стадионе / Zázrak na hřišti (1936)
14. Судебный случай / Právní případ (1936)
15. Чёрт / Čert (1936)
16. Паштет / Paštika (1936)
17. Нам надо организоваться / Organisujme se (1936)
18. Контора по переселению / Stěhovací podnik (1936)
19. Первый гость / První host (1936)
20. Проект / Návrh (1937)
21. Общество кредиторов барона Бигари / Spolek věřitelů barona Biháryho (1939)
22. Тонда / Tonda (1937)
23. O cestování (1937)
24. Если бы в суде заседали дипломаты / Až budou soudit diplomati [= Дипломаты в судейских тогах] (1937)
25. Ореол / Glorie (1938)
26. Человек, который умел летать / Muž, který dovedl lítat (1938)
27. О всемирном потопе / O potopě světa (1938)
28. Аноним / Anonym (1938)
29. Интервью / Interview (1938)
30. Десять сентаво / Deset centavos (1938)
31. Rukopisy z pozůstalosti (1938)
  1. Иосиф Египетский, или О толковании снов по Фрейду / Josef Egyptský čili o freudovském vykládání snů (1951)
  2. О фантазии / O fantasii (1938)
  3. Платье делает человека / Šaty dělají člověka (1938)
  4. Когда болят зубы / Když bolí zuby (1938)

### Детские книги
- Девять сказок и одна в придачу от Йозефа Чапека (Devatero pohádek a ještě jedna od Josefa Čapka jako přívažek) (1932)[4]
- Были у меня собака и кошка (Měl jsem psa a kočku) (1939). Опубликовано посмертно

1. Минда, или о собаководстве / Minda čili O chovu psů (1927)
2. Ирис / Iris (1930)
3. Ben, Bijou, Blackie a Bibi (1939)
4. Дашенька, или история щенячьей жизни / Dášeňka čili Život štěněte [= Дашенька, или Житие щенка] (1932)
5. Как фотографировать щенка / Jak se fotografuje štěně (1939)
6. Сказки для Дашеньки, чтобы сидела смирно / Pohádky pro Dášeňku, aby tiše seděla (1939)
  1. Сказка про собачий хвост / Pohádka o psím ocásku (1939)
  2. Почему терьеры роются в земле / Proč teriéři hrabou (1939)
  3. Про Фокса / O Foxovi (1939)
  4. Про Алика / O Alíkovi (1939)
  5. Про доберманов / O dobrmanech (1939)
  6. Про борзых и других собак / O chrtech a jiných psech (1939)
  7. О собачьих обычаях / O psích zvycích (1939)
  8. О людях / O lidech (1939)
7. Výstava psů (1939)
8. Ješte o psech a také kočkách (1939)
  1. Kousek šovinismu
  2. Pro zvířata
  3. Собака и кошка / Pes a kočka (1932)
  4. Материнство / Mateřství (1928)
    1. Кошка / Kočka
    2. Собака / Pes

  5. О бессмертной кошке / O nesmrtelné kočce (1929)
  6. Кошачья весна / Kočičí jaro (1925)
  7. С точки зрения кошки / Z názoru kočky (1919)
  8. Кошка / Kočka (1925)

### Критика и размышления
- Pragmatismus čili Filosofie praktického života (1918)
- Критика слов и выражений (Kritika slov) (1920). Многое из сборника не переведено[5].
- О самых близких вещах (O nejbližších věcech) (1925)

1. Троица (1929)
2. Сова / Sova (1937)
3. Золотая земля / Zlatá země (1922)
4. Птицы / Ptáci (1928)
5. Свечка / Svičička (1923)
6. Огонь / Oheň (1924)
7. Открытия / Objevy (1923)
8. Приручённое колесо / Ochočené kolo (1923)
9. Читатель с гриппом / Člověk s chřipkou (1935)
10. Чего мы не знаем / Co neznáme (1926)
11. Фильмы / Filmy (1929)
12. О разных судьях / O různých soudcích (1922)
13. Два типа людей / Dva druhy (1927)
14. Об «однаколюдях» / O alelidech (1934)
15. О двух тенденциях / O dvojích činitelích (1937)
16. Два мира / Dva světy (1931)
17. Колеса / Kola (1926)
18. Тайна почерка / Tajemství písma (1926)

- Марсий, или По поводу литературы (Marsyas čili na okraj literatury) (1931)

1. Poeta (1919)
2. Похвала газетам / Chvála novin (1925)
3. Двенадцать приёмов литературной полемики, или Пособие по газетным дискуссиям / Dvanáctero figur zápasu perem čili příručka písemné polemiky [= #Руководство по литературной полемике] (1928)
4. О природе анекдота / K přírodopisu anekdoty (1925)
5. Несколько заметок о народном юморе / Několik poznámek o lidovém humoru (1925)
6. O příslovích nebo o moudrosti lidové (1930)
7. Písně lidu pražského (1925)
8. Říkadla čili o prosodii (1930)
9. К теории сказки / K theorii pohádky (1930)
10. Несколько сказочных мотивов / Několikero motivů pohádkových (1931)
11. Несколько сказочных персонажей / Několik pohádkových osobností (1931)
12. Eros vulgaris (1930)
13. Kalendáře (1929)
14. Холмсиана, или О детективных романах / Holmesiana čili o detektivkách (1924)
15. Последний эпос, или Роман для прислуги / Poslední epos čili román pro služky (1924)
16. Пролетарское искусство / Proletářské umění (1925)
17. Chvála řeči české (1937)

- О делах общественных, или Zoon politikon (O věcech obecných čili Zoon politikon) (1932)[6]

русскоязычные сборники
- Об искусстве (1969). Составитель Олег Малевич[7]
- Письма из будущего. Неизвестный Чапек (2005)[8]

1. Почему я не коммунист (1924)

#### Путешествия
- Письма из Италии (Italské listy) (1923)
- Английские письма (Anglické listy) (1924)
- Прогулка в Испанию (Výlet do Španěl) (1930)
- Картинки Голландии (Obrázky z Holandska) (1932)
- Путешествие на север (Cesta na sever) (1936)

#### Политические труды
- Беседы с Т. Г. Масариком (Hovory s T. G. Masarykem) (1928—1935)
- Молчание с Т. Г. Масариком (Mlčení s T. G. Masarykem) (1935)
- Čtení o T.G.Masarykovi (1969). Опубликовано посмертно

### Переводы
- Francouzská poezie nové doby (1920)

### Прочее (опубликовано посмертно)
- Kalendář (1940)
- O lidech (1940)
- Vzrušené tance (1946)
- Sedm rozhlásků K. Č. (1946)
- Ratolest a vavřín (1947)
- Obrázky z domova (1953)
- Věci kolem nás (1954)
- Sloupkový ambit (1957)
- Poznámky o tvorbě (1959)
- Na břehu dnů (1966)
- Místo pro Jonathana! (1970)
- Listy Olze (1971). Письма
- Drobty pod stolem doby (1975)
- Podivuhodné sny redaktora Koubka (1977)
- Listy Anielce (1978)
- Dopisy ze zásuvky (1980)
- Filmová libreta (1988)
- Pseudonymní a anonymní tvorba Karla Čapka v týdeníku Nebojsa /1918-1920/ (2000)
- Vojáku Vladimíre… (2009)